# Немачка 24. оклопна дивизија
24. Оклопна дивизија је била формирана 1942. од 1. Коњичке дивизије стациониране у Кенигсбергу. 
Била је део Четврте Оклопне армије која се борила у оквиру на јужном делу Источног фронта. Крајем децембра 1942. била је окружена у Стаљинграду и ту је уништена. Поново је формирана марта 1943. и служила је у Нормандији и Италији а потом је враћена на Источни фронт где је претрпела тешке губитке око Кијева и на Дњепру. Крајем рата учествовала је у борбама у Пољској, Мађарској и Словачкој пре него што се предала Британцима маја 1945. године. 